# Marcianeros
Marcianeros es una serie argentina de historieta de ciencia ficción de Héctor Germán Oesterheld y Francisco Solano López, que trata sobre una presunta colonización secreta del planeta Marte. La historieta fue escrita en 1962, con anterioridad a la llegada del hombre a la Luna, aunque en el contexto de la expectativa mundial por dicho acontecimiento.

## Descripción
Los Marcianeros son presentados como una sociedad secreta de científicos establecidos en una base llamada "Azula", ubicada en la Antártida, dedicados a la exploración espacial. Todos sus integrantes fingieron sus muertes en el mundo para actuar en secreto, y lo hacen de esa forma para no sufrir interferencias de necesitar brindar un enfoque comercial o bélico a sus investigaciones. 
Los protagonistas son Ramón Rosales y el "Chato", unos mecánicos que crean a pedido una pieza solicitada por Percy Brooks, científico de la orgenización, y asombrado por el trabajo de Rosalés y el "Chato", son invitados junto a Mario Larco, estudiante del Colegio Nacional Belgrano. Una vez allí se enteran de una expedición que fue a Marte y estableció una base, pero que de pronto dejó de transmitir. Una segunda expedición fue saboteada, así como la tercera. Ambos fueron, junto a Bob Royce y Garay, en una cuarta expedición. En Marte conocieron a varias razas extraterrestres, como los "tornados" (nativos de marte) y los Kurnos (de otro sistema solar). Los Kurnos los convencieron de llevar a la Tierra una gran bomba haciéndoles creen que los defendería de sus enemigos los "tornados", pero el engaño se supo a tiempo y se explotó la bomba en el espacio. Aun así, varios fragmentos cayeron a la tierra.
Todo esto estaba organizado como un show mediático Kurno para entretener a su propia población con la destrucción televisada de otras razas. Uno de los fragmentos cayó en un pueblo de México, y comenzó a generar numerosas estructuras alienígenas, que fueron destruidas con una bomba nuclear. Aun así continuaron apareciendo estructuras en muchos otros puntos del planeta, incluso en Washington D. C.. Los marcianeros partieron hacia el planeta Kurno lanzando su nave contra el planeta para destruirlo pero es interceptado por un misil, y cuando los habitantesdel planeta Kurno se proclamán triunfadores Rosales, Larco y Gray lo destruyen con una bomba de hidrógeno lanzadola desde el espacio, lo cual produce el exterminio del planeta alienígena y la muerte de las "torres", siendo los tres marcianeros los héroes.

## Publicación
La serie se publicó originalmente en la revista Super Misterix junto a Mort Cinder. Durante el 2006 se la reeditó junto con la serie "La Búsqueda de Elena" de El Eternauta, e incluso tuvo la tapa de la publicación en el número 5